# St Blazey
St Blazey (korn. Lanndreth) – miasto w Wielkiej Brytanii, w Anglii w hrabstwie Kornwalia, położone w pobliżu Par,  ok. 3 km na zachód od St Austell. W przeszłości ośrodek wydobycia gliny. W pobliżu (2 km) ogród botaniczny The Eden Project – największy ogród botaniczny Wielkiej Brytanii, największe miejsce zatrudnienia mieszkańców miasta.